# San Blas Tower

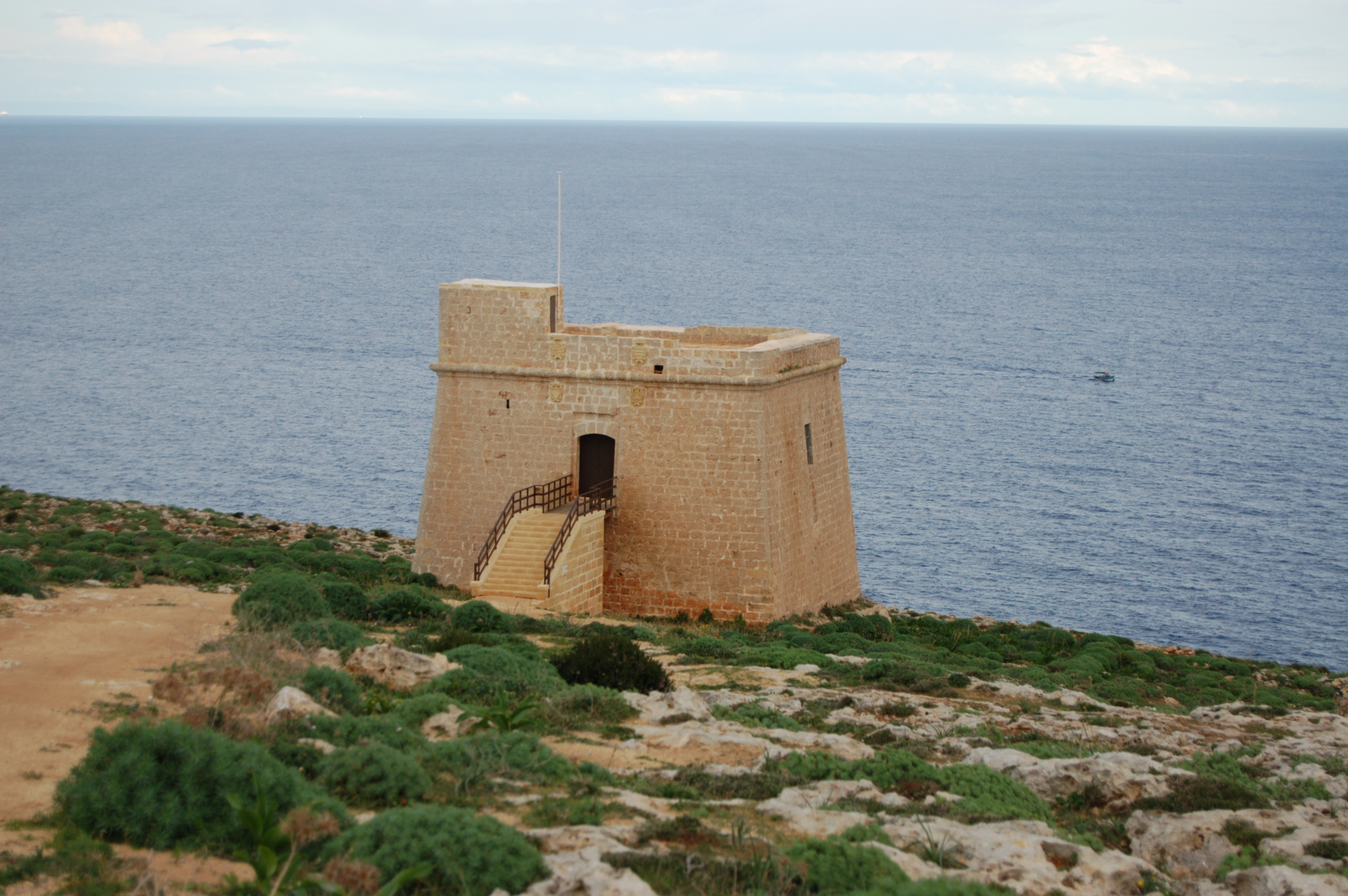
Isopu Tower

Der San Blas Tower, auch Isopu Tower (maltesisch it-Torri ta’ Isopu), Ta’ Sopu Tower, Nadur Tower oder Torre Nuova genannt, ist ein Wehrturm auf der zu Malta gehörenden Insel Gozo. Er steht im Nordosten der Insel auf den Klippen zwischen der San Blas Bay und Daħlet Qorrot und gehört zur Gemeinde Nadur.

## Geschichte
Der Turm wurde 1667 unter der Herrschaft des Großmeisters Nicolas Cotoner erbaut, die Kosten hierfür trug die Regierungsbehörde des Ordens, die Università von Gozo. Im Juni 1798 feuerten die Kanonen dieses Turms als einzige auf die herannahende französische Flotte.
Nachdem der Turm im Laufe der Jahrhunderte verfallen war, wurde er unter Beteiligung von Dín l-Art Ħelwa und dem Gemeinderat von Nadur zwischen 2003 und 2006 instand gesetzt. Wegen der Abgelegenheit des Bauwerks mussten die Restaurierungsarbeiten ausschließlich von Hand durchgeführt werden. Das Turminnere war eingestürzt, die ursprüngliche Wendeltreppe nicht mehr vorhanden. Auch das Dach musste neu gebaut werden.

## Beschreibung
Der relativ kleine Turm hat einen quadratischen Grundriss, seine dicken Mauern sind leicht nach innen geneigt. Das Innere besteht aus einem hohen Tonnengewölbe, in das ein auf gerippten Bögen aufliegender Zwischenboden eingezogen ist. Eine rekonstruierte Wendeltreppe verbindet die Stockwerke miteinander.